# اسماعیل بن یسار نسایی

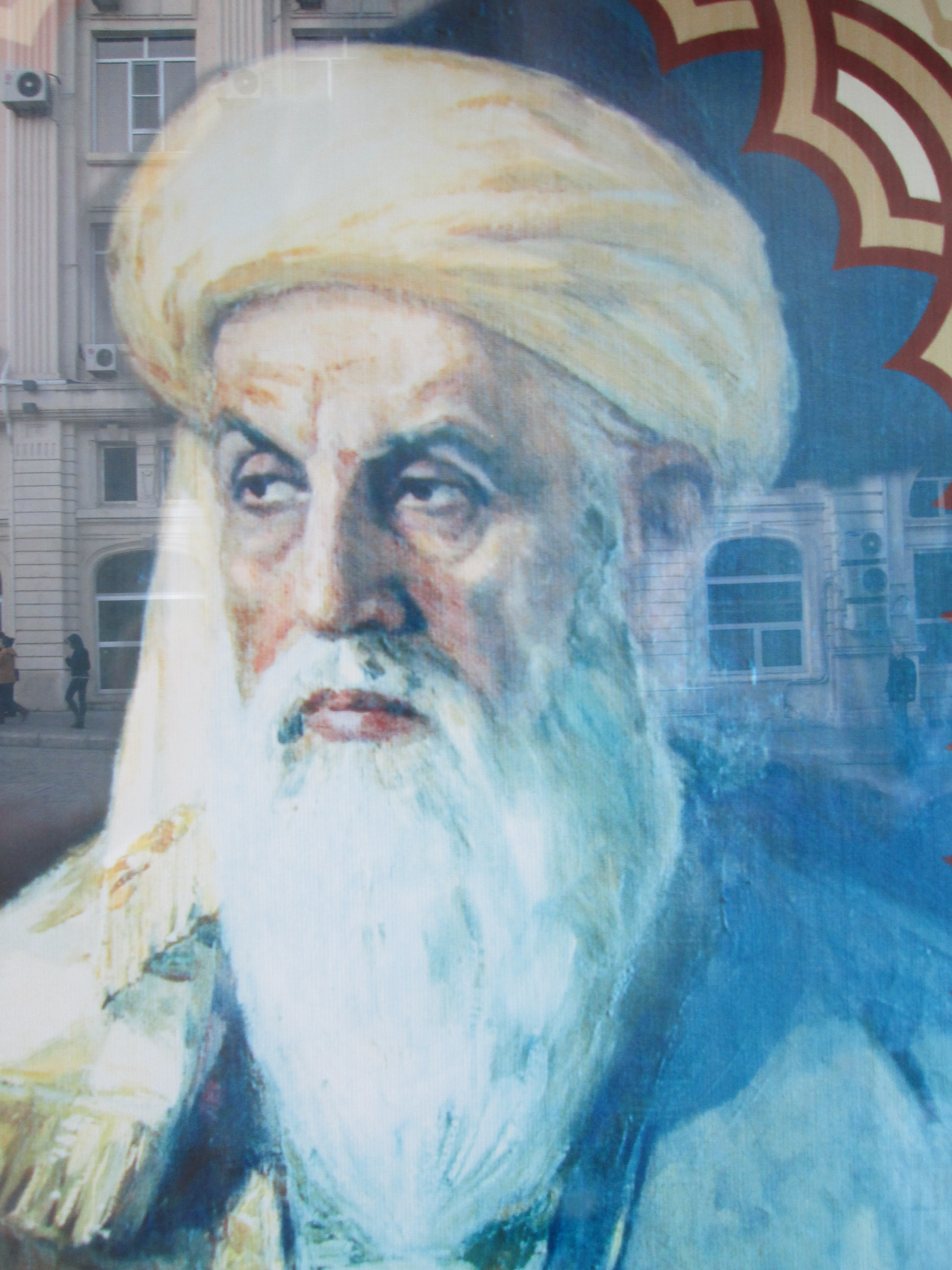
رخ‌نگاره‌ای فرضی از چهرهٔ اسماعیل بن یسار نسایی

اسماعیل بن یسار نسایی شاعر عربی‌سرای ایرانی‌تبار سدهٔ دوم هجری و همروزگار با امویان بود. او از پیروان شعوبیه و مدح‌کنندهٔ عبدالملک بن مروان بود.
نیاکان او فارسی‌زبان بودند. اسماعیل نسایی از موالی بنی‌تمیم بود ولی از آنها بریده و به آل زبیر پیوسته بود. اسماعیل دو برادر شاعر دیگر به نام‌های محمد و ابراهیم نیز داشت که هر سهٔ آنها در هنگام تازش عرب به ایران به اسیری برده شدند.
اسماعیل از پیشگامان شعوبی در روزگار امویان بود. او زندگی درازی داشت و تا روزگار مروان حمار هم زنده بود.

## پیرامون نام
وجه تسمیهٔ نسائی را از آن رو آورده‌اند که اسماعیل یا پدرش یسار در آغاز با فروش ابزار عروسی روزگار می‌گذرانده‌اند.

## شعر
اسماعیل یسار شعرهایی در تفاخر به نیاکان ایرانیش سروده بود. از جمله روزی در نشستی با هشام بن عبدالملک قصیده‌ای در بزرگداشت ایرانیان سرود که هشام را به خشم آورد و دستور داد اسماعیل را تا مرز خفگی در آب فرو بردند و سپس وی را به حجاز تبعید نمود. خواندن این شعر و خشم خلیفه از نخستین نشانه‌های پدیداری شعوبیه در تاریخ است.
سرودن و افتخار به ایرانیان در روزگار امویان عرب‌گرا همواره سبب آزار و زحمت اسماعیل می‌شد. شعر زیر نمونه‌ای از سروده‌های اوست:
| رب خال متوج لی و عم        |  | ماجد مجتدی کریم النصاب        |
| انما سمی الفوارس بالفر     |  | سِ مضاهاة رفعة الانساب         |
| فاترکی الفخر یا امام علینا |  | و اترکی الجور و انطقی بالصواب |
| و اسألی ان جهلت عنا و عنکم |  | کیف کنا فی سالف الاحقاب       |
| اذ نربی بناتنا و تدسو      |  | نَ سفاهاً بناتکم فی التراب      |

برگردان پارسی:
من دایی و عموی های تاجدار بسیاری دارم که همگی بزرگوار و بخشنده و پاک‌نژادند. 
واژه "فوارس"(اسواران) از نام ما(فُرس) گرفته شده‌است تا با انتساب به نژاد ارجمند ما برتری یابند. 
اینک ای امام(امام در مفهوم کلی مخاطب است)، تفاخر مکن و ستم به ما روا مدار و سخن درست بگوی. 
وگر از گذشتهٔ ما (ایرانیان) و خودتان(عرب‌ها) ناآگاهی، بپرس تا بدانی ما و شما چگونه بوده‌ایم. 

ما دخترانمان را می پروردیم و شما دخترانتان را در خاک می کردید(زنده به گور).

و شعر دیگری از وی:
| انی وجدک ما عودی بذی خور       |  | عندالحفاظ و لاحوضی بهمدوم  |
| اصلی کریم و مجدی لایقاس به     |  | ولی لسان کحد السیف مسموم   |
| احمی به مجد اقوام ذوی حسب      |  | من کل قرم بتاج الملک معموم |
| جحاجح ساده بلج مرازبه          |  | جرد عتاق مسامیح مطاعیم     |
| من مثل کسری و سابور الجنود معا |  | والهرمزان لفجر او لتعظیم   |

برگردان پارسی:
به نیاک تو سوگند که در دفاع از شرف چوبم سست و حوضم ویران نیست
ریشه ای بزرگ دارم و شکوه ام با دیگران همسنجیدنی نیست!  و زبانم چون تیزی شمشیر زهرآگین است.
با این زبان از شرافت تبار اصیل( ایرانی) که همه از سروران بزرگ و تاجدار بودند، پشتیبانی میکنم.
سرداران و سران گشاده روی، مرزبان، پیشتاز، برگزیده بخشنده و مهمان نواز

چه کسی چون خسرو (انوشیروان) و شاپور  و هرمزان سزاوار ستایش و کرنش است! 